# Режистру (Сан-Паулу)
Режистру (порт. Registro)  —  муниципалитет в Бразилии, входит в штат Сан-Паулу. Составная часть мезорегиона Южное побережье штата Сан-Паулу. Входит в экономико-статистический  микрорегион Режистру. Население составляет 57 299 человек на 2006 год. Занимает площадь 716,331 км². Плотность населения — 80,0 чел./км².

## История
Город основан 1 января 1945 года.

## Статистика
- Валовой внутренний продукт на 2003 составляет 259.505.896,00 реалов (данные: Бразильский институт географии и статистики).
- Валовой внутренний продукт на душу населения на 2003 составляет 4.661,34 реалов (данные: Бразильский институт географии и статистики).
- Индекс развития человеческого потенциала на 2000 составляет 0,777 (данные: Программа развития ООН).

## География
Климат местности: субтропический.